# Gonzalo Vázquez Vela
Gonzalo Vázquez Vela (Xalapa, 7 de noviembre de 1893-Ciudad de México, 28 de septiembre de 1963) fue un político y abogado mexicano. Fue Gobernador de Veracruz entre 1932 y 1935.

## Biografía
Nació en la ciudad de Xalapa de Enríquez, municipio de Xalapa. Realizó sus estudios primarios en su ciudad natal. Ingresó al Colegio Preparatorio y de allí pasó a la Escuela de Derecho, donde fue aprobado por el Tribunal Superior de Justicia para recibirse de abogado. Ya en el ejercicio de su profesión se le designó Juez de Córdoba, entonces Capital del Estado. En la misma localidad conoció a Adalberto Tejeda quien al tomar posesión como Gobernador de Veracruz en sus dos periodos administrativos, lo invitó a participar como Secretario de Gobierno de 1920 a 1924 y como Subsecretario de Gobierno de 1928 a 1932.

## Gobernador de Veracruz
Antes de ser electo Gobernador ocupó diversos puestos. Se desempeñó como Jefe del Departamento de Economía y Previsión Social, Secretario de la Comisión Local Agraria, Diputado local, Magistrado del Tribunal Superior de Justicia del Estado, Oficial Mayor de la Secretaría de Gobernación y Subsecretario y Secretario de la misma. El 1° de diciembre de 1932, tomó posesión como Gobernador Constitucional del Estado de Veracruz para el periodo 1932-1936. Sus funciones gubernativas se vieron interrumpidas en varias ocasiones por tener que trasladarse a la Ciudad de México a tratar asuntos relacionados con la administración presidencial. No concluyó su gestión por ser llamado por el entonces presidente Lázaro Cárdenas para hacerse cargo de la Secretaría de Educación Pública por el periodo 1935-1940. El 3 de julio de 1935, presenta su renuncia como gobernador y es sustituido interinamente por Guillermo Rebolledo.

## Secretario de Educación
Como Secretario de Educación, tuvo un papel principal en la fundación del Instituto Politécnico Nacional. Al terminar la administración del General Lázaro Cárdenas del Río, se desempeñó como Director de Aseguradora Mexicana.

## Legado
La figura de este hombre revolucionario ha sido olvidada, pero la permanencia de su obra para bien de la patria, ha provocado que el paso del tiempo saque a la luz lo insostenible de un hecho tan injusto. Como gobernador de Veracruz, Gonzalo Vázquez Vela se empeñó en continuar la obra de su antecesor y amigo de toda la vida el coronel Adalberto Tejeda Olivares. Durante su periodo se entregaron más de doscientas cincuenta mil hectáreas a los campesinos veracruzanos y además se promulgó y puso en práctica una Ley de educación que fue antecedente directo de la reforma al Art. III Constitucional en 1934. La obra educativa de Vázquez Vela en Veracruz, motivó a que el presidente Cárdenas lo llamara a formar parte de su gabinete en junio de 1935.
Con Vázquez Vela como secretario de educación y el normalista Gabriel Lucio como subsecretario, el presidente Cárdenas deseaba que el programa veracruzano fuese aplicado en todo el país. Los resultados no pudieron ser más grandiosos, de 1935 a 1940 se duplicó el número de escuelas rurales, con lo que junto al impresionante reparto agrario promovido por el cardenismo, se otorgó a los campesinos un elemento imprescindible para su redención social.
El libro de texto gratuito fue igualmente obra de Gonzalo Vázquez Vela quien promovió en 1935 la creación de la oficina editora popular que se encargó de la elaboración de los textos y de la distribución de miles de ejemplares en planteles asentados a lo largo del territorio nacional. En esta labor participaron también tanto en el aspecto administrativo como editorial figuras de talento como Adolfo López Mateos, Germán List Arzubide, Raymundo Mancisidor, Guadalupe Cejudo, Adela Palacios y Raúl Contreras Ferto entre mucho otros. De todas, sin embargo la obra suprema de este ilustre abogado xalapeño, es la creación del Instituto Politécnico Nacional.

## Muerte
Falleció en la Ciudad de México el 28 de septiembre de 1963 a los 69 años de edad.